# منداس
منداس (به عربی: منداس) یک شهرداری در الجزایر است که در استان غلیزان واقع شده‌است.